# Ladysmith Black Mambazo
A Ladysmith Black Mambazo egy dél-afrikai vokálegyüttes.
Az 1920-as években a munkásszállókban a férfiak vokális kórus előadásokkal múlatták a szabadidőt. Ekkortól eredeztethető a társulat létrejötte, mert született meg első lemezük (1973), az Amabutho, ami aranylemez is lett. Felülmúlhatatlan sikerük a The Lion Sleeps Tonight című, később százak által előadott dal.

## Tagok
- Joseph Shabalala, alapító, zenei vezető, szólista
- Thamsanqa Shabalala
- Sibongiseni Shabalala
- Thulani Shabalala
- Msizi Shabalala
- Albert Mazibuko
- Abednego Mazibuko
- Russel Mthembu
- Ngane Dlamini

. . .

## Lemezek
Az együttesnek ezidáig közel 70 lemeze jelent meg.
- Ranker.com lemezlista[halott link]
- Ladysmith Black Mambazo discography → enwiki

## Díjak
| 1981 | SARIE Award                | Best Choral Group on Disc          |                                          |
| 1988 | Grammy-díj                 | Best Traditional Folk Recording    | Shaka Zulu                               |
| 1993 | Drama Desk Award           | Outstanding Music in a Play        | The Song of Jacob Zulu (stage)           |
| 1996 | Drama Desk Award           | Best Original Music Score          | Nomathemba (stage)                       |
| 1997 | South African Music Awards | Best Zulu Music Album              | Ukuzala-Ukuzelula                        |
| 1997 | SAMA Award                 | Best Duo or Group Award            | Ukuzala-Ukuzelula                        |
| 2001 | SAMA Award                 | Best Zulu Music Album              | Lihl' Ixhiba Likagogo                    |
| 2005 | Grammy-díj                 | Best Traditional World Music Album | Raise Your Spirit Higher                 |
| 2008 | SAMA Award                 | Best Traditional A Cappella Album  | Ilembe                                   |
| 2009 | Grammy-díj                 | Best Traditional World Music Album | Ilembe: Honoring Shaka Zulu              |
| 2013 | Grammy-díj                 | Best World Music CD                | Live: Singing For Peace Around The World |